# قائمة نسب الكوليسترول في الأطعمة
تشتمل هذه القائمة على الأغذية الشائعة ومحتوى الكوليسترول مسجلاً بـ الملليجرامات لكل 100 جرام (3.5 أونصة) من الغذاء.

## الوظائف
يعتبر الكوليسترول مادة ضروريَّة ومُهمَّة لبنيَّة ووظيفة كل خلية في جسم الإنسان. يقوم الجسم بإنتاج حوالي ثُمن إلى رُبع مِلعقة شاي من الكوليسترول الصافي يوميًا، وأي كمية زائدة من الكوليسترول الذي يدخل الجسم عن طريق الغذاء يساعد على زيادة كمية الدهون الكليَّة في الجسم. ويُنصح بأن يكون مستوى الكوليسترول 5.5 أو أقَّل للإنسان البالغ. يؤدي ارتفاع نسبة الكوليسترول في الجسم إلى وجود حالة مرضيَّة وهي تراكم الكوليسترول الزائد في جدران الشرايين وتُسمى التصلب العصيدي. تتسبَّب هذه الحالة في منع تدفُّق الدم ووصوله لأعضاء الجسم الحيويَّة ممَّا ينتج عنه ارتفاع في ضغط الدم أو الذبحة الصدريَّة.
إذا كان الغذاء يحتوي على نسبة من الكوليسترول، فهذا ليس شيئًا سيئًا في بعض الأحيان، حيث هناك بعض أنواع الكوليسترول التي تُعتبر مُفيدة للقلب والأوعية الدمويَّة. فعلى سبيل المثال، عادةً ما يعتبر البروتين الدهني مرتفع الكثافة من النوع «المفيد» من الكوليسترول. وتساعد هذه البروتينات الدهنية في إزالة الكوليسترول من الخلايا، والذي ينتقل بعد ذلك إلى الكبد حيث يقوم بتفتيته وإخراجه من الجسم على هيئة فضلات أو تَحلّله إلى أجزاء صغيرة.

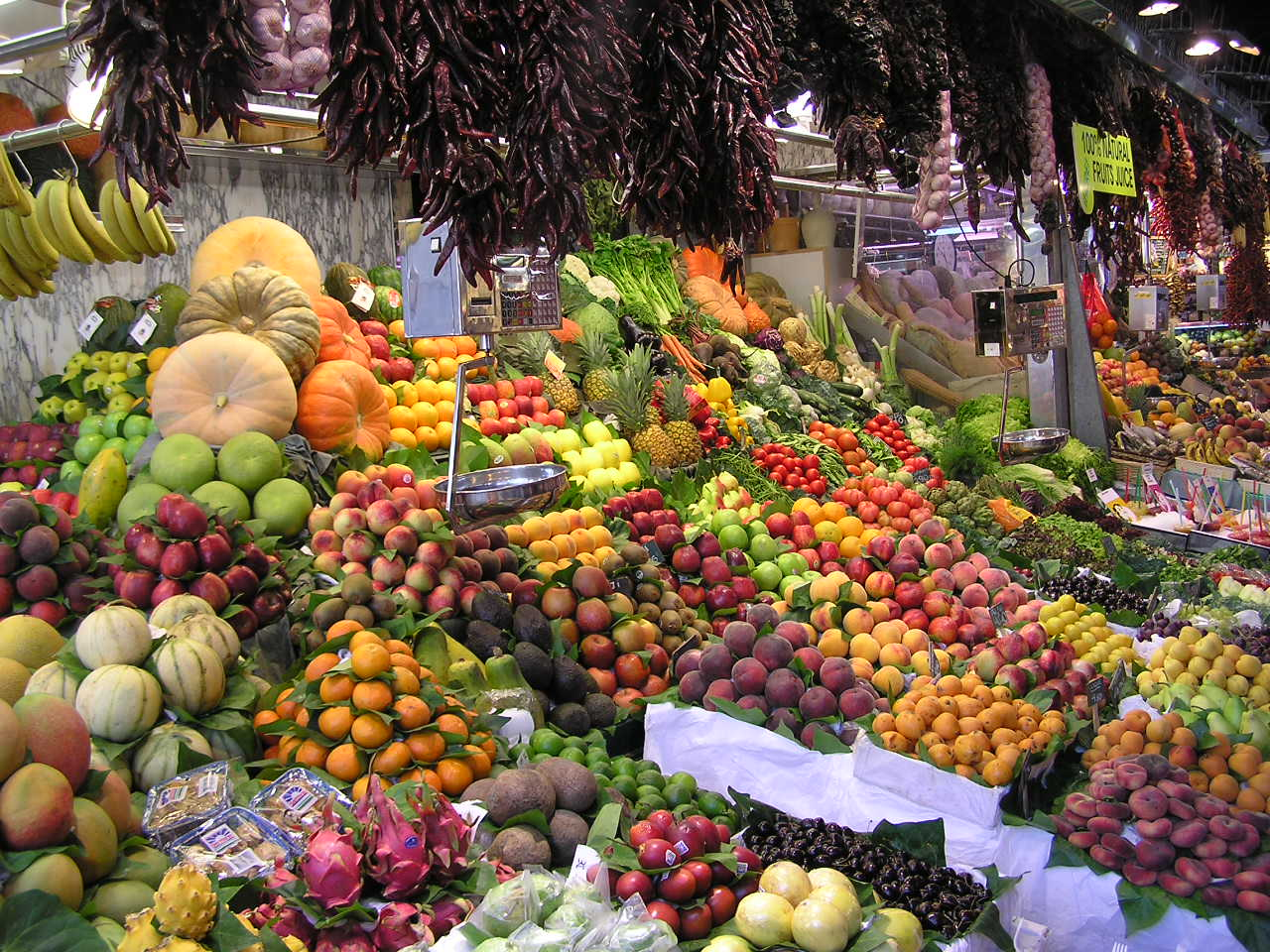
الفاكهةهي أطعمة لا تحتوي على كوليسترول.

## نسبة الكوليسترول في مجموعة من الأغذية
| ملليجرام من الكوليسترول لكل 100 جرام | الأغذية عالية الكوليسترول    |
| ------------------------------------ | ---------------------------- |
| 1458                                 | المح أو صفار البيض (حوالي 6) |
| 375                                  | الكِلية                       |
| 375                                  | الكَبِد                        |
| 375                                  | الزُبدة                       |
| 375                                  |                              |
| 375                                  | المحار                       |
| 375                                  | الكركند                      |
| 375                                  | لحم السرطان                  |
| 375                                  | الرُوبيَان                     |
| 110                                  | الجبنة الكريميَّة              |

| الأغذية مُعتدِلة الكوليسترول  | ملليجرام من الكوليسترول لكل 100 جرام |
| --------------------------- | ------------------------------------ |
| الجبنة الصفراء              | 108                                  |
| دُهن الخَنزير والدهن الحيواني | 95                                   |
| الكريما المخفوقة            | 86                                   |
| اللحم البقري                | 72                                   |
| الأسماك                     | 70                                   |
| لحم الخَنزِير                 | 70                                   |
| الدجاج                      | 64                                   |
| المُثلَّجات                    | 47                                   |

| الأغذية مُنخفضة الكوليسترول  | ملليجرام من الكوليسترول لكل 100 جرام |
| --------------------------- | ------------------------------------ |
| الجُبن القريش (دهن بنسبة 4%) | 15                                   |
| الحليب كامل الدسم           | 11                                   |
| الحليب منزوع الدسم          | 4                                    |
| بياض البيض                  | 0.3                                  |
| الفاكهة                     | 0                                    |
| الحبوب                      | 0                                    |
| البُندق                      | 0                                    |

## وصلات خارجية
- "A Huge List of Foods High in Cholesterol". C Levels. مؤرشف من الأصل في 2012-05-07. اطلع عليه بتاريخ 2012-01-20.
- Cholesterol in Foods. Information About Dietary Cholesterol Content of Food Groups